# 太阁立志传IV
《太阁立志传IV》是一款由光荣公司制作和发行的角色扮演类游戏。 本游戏最初于2001年6月在Windows发行，游戏后移植至PlayStation2和PSP平台。本游戏于2001年11月29日在日本地区PlayStation2发行。
与前作相比，本作的自由度大幅度的提高，可玩人物衍生至全武將，不再局限於豐臣秀吉，各角色具有动画风格。武将的能力值分为内政、外交、统率、武力和魅力。和首作类似，能力值最大为100。此外还有16个技能，並引進集卡系統。
战斗分为专用卡、个人战、野战和攻城战。